# GNU Go
GNU Go ist eine von der Free Software Foundation herausgegebene freie Software, die Go spielen kann. Sie steht unter der GNU General Public License.
Das Programm unterstützt verschiedene Brettgrößen von 5 × 5 bis 19 × 19 Feldern. Die Spielstärke entspricht etwa dem 5. Kyū, damit bleibt es deutlich hinter dem Niveau zurück, das durch die besten Programme auf einigermaßen schneller Hardware erreicht wird. Dieser Abstand zu den besten Programmen hat sich allerdings erst vor relativ kurzer Zeit (seit etwa 2006) durch große Fortschritte in der Entwicklung von Programmen mit grundsätzlich anderer Funktionsweise als GnuGo ergeben.
GNU Go hat keine grafische Benutzeroberfläche, es existiert lediglich eine Art ASCII-Art-Interface für die Kommandozeile. Um es als Computerspiel einsetzen zu können, sollte ein zweites Programm, das als Client des GNU-Go-Servers fungiert, verwendet werden. Zur Kommunikation mit Clients unterstützt GNU Go zwei Protokolle: das Go Modem Protokoll und das Go Text Protokoll. Beide basieren auf ASCII.

## Versionsgeschichte
Die erste stabile Version von GNU Go (Version 1.1) wurde im März 1989 veröffentlicht.
GNU Go gibt es auch für Windows Mobile in der Version 2.6.5 (2007).

## Einsetzbarkeit auf anderen Plattformen
GNU Go kann auf allen UNIXoiden Betriebssystemen (Linux, FreeBSD, OpenBSD uvm.) betrieben werden und wurde unter anderem auch auf Apples iPhone portiert. Da Apple das Programm über seinen App Store vertreibt und in den Nutzungsbedingungen untersagt, dass GNU Go zu gleichen Konditionen weitergegeben wird, verstößt die Firma aus Sicht der Free Software Foundation gegen die GPL.